# Vela ai Giochi della XXXII Olimpiade - Finn

## Le gare
Le gare di vela della classe Finn maschile valide per la XXXII Olimpiade si sono svolte dal 27 luglio al 3 agosto 2021 presso l'isola di Enoshima. Hanno partecipato alla competizione 19 atleti.
I punti sono stati assegnati in base alle posizioni finali in ciascuna regata (1 al primo, 2 al secondo etc.). Sono stati considerati i migliori 9 punteggi delle dieci regate di qualificazione, e ciascun atleta ha potuto scartare il punteggio più alto. I 10 atleti con il punteggio più basso hanno gareggiato in un'ultima regata, chiamata "Medal Race" in cui il punteggio valeva doppio e andava a sommarsi a quello delle 11 regate di qualificazione.
In caso di squalifica, o di mancata partenza per una regata, all'atleta venivano assegnati 20 punti per quella regata (21 per la Medal Race) ovvero uno in più di quanti ne avrebbe avuto se si fosse classificato ultimo.

## Calendario
Tutti gli orari sono Japan Standard Time (UTC+9)
| Data                      | Ora   | Turno       |
| ------------------------- | ----- | ----------- |
| Martedì, 27 luglio 2021   | 13:05 | Race 1 e 2  |
| Mercoledì, 28 luglio 2021 | 12:05 | Race 3 e 4  |
| Giovedì, 29 luglio 2021   | 14:35 | Race 5 e 6  |
| Sabato, 31 luglio 2021    | 12:05 | Race 7 e 8  |
| Domenica, 1º agosto 2021  | 15:05 | Race 9 e 10 |
| Martedì, 3 agosto 2021    | 14:33 | Medal Race  |

## Risultati
| Pos. | Equipaggio                 | Race | Race | Race | Race | Race | Race | Race | Race   | Race | Race | Race | Punti | Punti |
| Pos. | Equipaggio                 | 1    | 2    | 3    | 4    | 5    | 6    | 7    | 8      | 9    | 10   | M    | Tot   | Net   |
| ---- | -------------------------- | ---- | ---- | ---- | ---- | ---- | ---- | ---- | ------ | ---- | ---- | ---- | ----- | ----- |
|      | Giles Scott                | 9    | 9    | 1    | 1    | 1    | 1    | 6    | 1      | 1    | 7    | 8    | 45    | 36    |
|      | Zsombor Berecz             | 2    | 2    | 9    | 4    | 6    | 7    | 3    | 5      | 4    | 4    | 2    | 48    | 39    |
|      | Joan Cardona Mendez        | 3    | 3    | 5    | 3    | 2    | 3    | 13   | 7      | 5    | 8    | 12   | 64    | 51    |
| 4    | Nicholas Heiner            | 11   | 5    | 10   | 2    | 4    | 2    | 10   | 3      | 7    | 9    | 4    | 67    | 56    |
| 5    | Josh Junior                | 12   | 10   | 3    | 7    | 8    | 5    | 1    | 4      | 8    | 1    | 20   | 79    | 67    |
| 6    | Facundo Mario Olezza Bazan | 5    | 4    | 8    | 5    | 3    | 6    | 16   | 15     | 3    | 3    | 16   | 84    | 68    |
| 7    | Jake Lilley                | 10   | 8    | 4    | 11   | 7    | 9    | 15   | 6      | 2    | 6    | 6    | 84    | 69    |
| 8    | Alican Kaynar              | 1    | 1    | 6    | 13   | 9    | 14   | 7    | 20 RET | 10   | 10   | 10   | 101   | 81    |
| 9    | Max Salminen               | 8    | 12   | 7    | 8    | 12   | 8    | 4    | 2      | 11   | 12   | 18   | 102   | 90    |
| 10   | Tom Ramshaw                | 13   | 7    | 11   | 14   | 10   | 13   | 2    | 9      | 13   | 2    | 14   | 108   | 94    |
| 11   | Anders Oestre Pedersen     | 14   | 6    | 2    | 10   | 13   | 12   | 5    | 11     | 9    | 14   | -    | 96    | 82    |
| 12   | Ioannis Mitakis            | 4    | 13   | 13   | 6    | 11   | 10   | 11   | 8      | 16   | 18   | -    | 110   | 92    |
| 13   | Luke Muller                | 6    | 11   | 12   | 15   | 14   | 4    | 8    | 10     | 12   | 17   | -    | 109   | 92    |
| 14   | Jorge Zarif                | 7    | 15   | 15   | 9    | 5    | 11   | 14   | 13     | 6    | 16   | -    | 111   | 95    |
| 15   | Chen He                    | 16   | 14   | 14   | 17   | 16   | 15   | 9    | 14     | 15   | 11   | -    | 141   | 124   |
| 16   | Kazumasa Segawa            | 18   | 16   | 17   | 12   | 15   | 16   | 19   | 12     | 17   | 5    | -    | 147   | 128   |
| 17   | Juan Pérez                 | 19   | 17   | 16   | 16   | 17   | 17   | 17   | 16     | 14   | 15   | -    | 164   | 145   |
| 18   | Andres Lage                | 15   | 18   | 18   | 18   | 19   | 18   | 18   | 17     | 19   | 13   | -    | 173   | 154   |
| 19   | Leo Davis                  | 17   | 19   | 19   | 19   | 18   | 19   | 12   | 18     | 18   | 19   | -    | 178   | 159   |